# Монтекалво (Варезе)
Монтекалво је насеље у Италији у округу Варезе, региону Ломбардија.
Према процени из 2011. у насељу је живело 65 становника. Насеље се налази на надморској висини од 289 м.